# 통가 주재 외국공관 목록

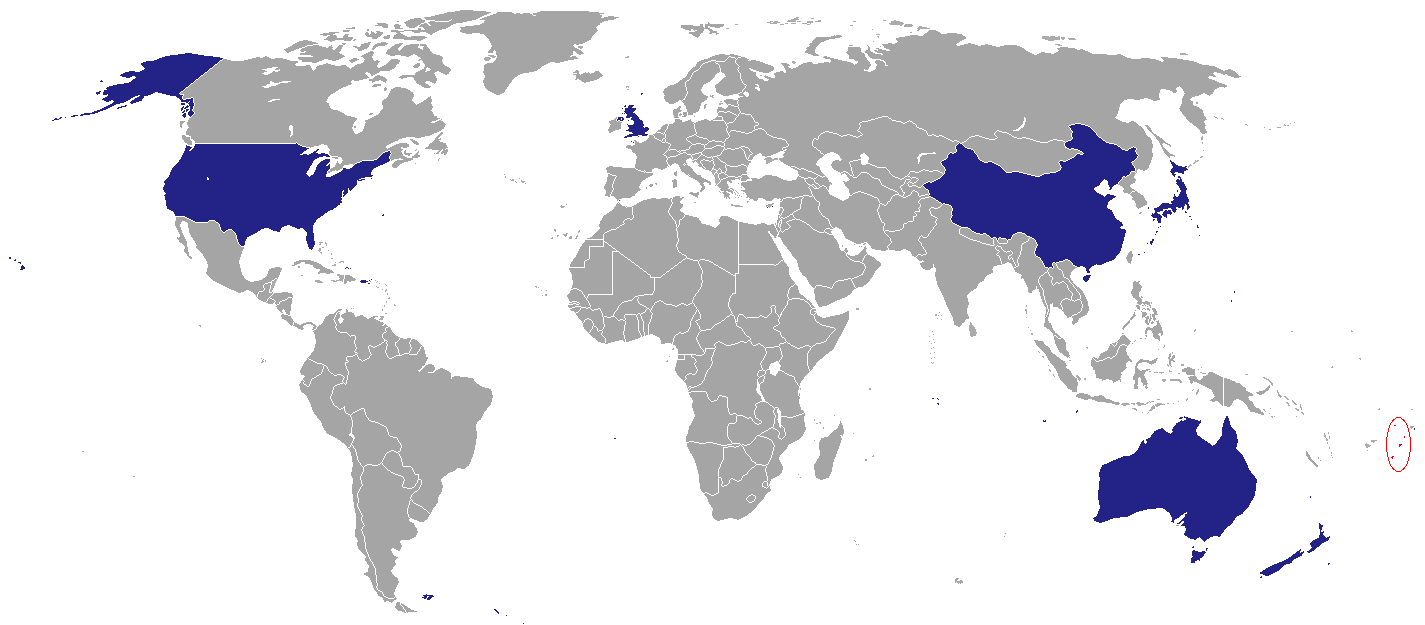
통가 주재 외국공관 목록.

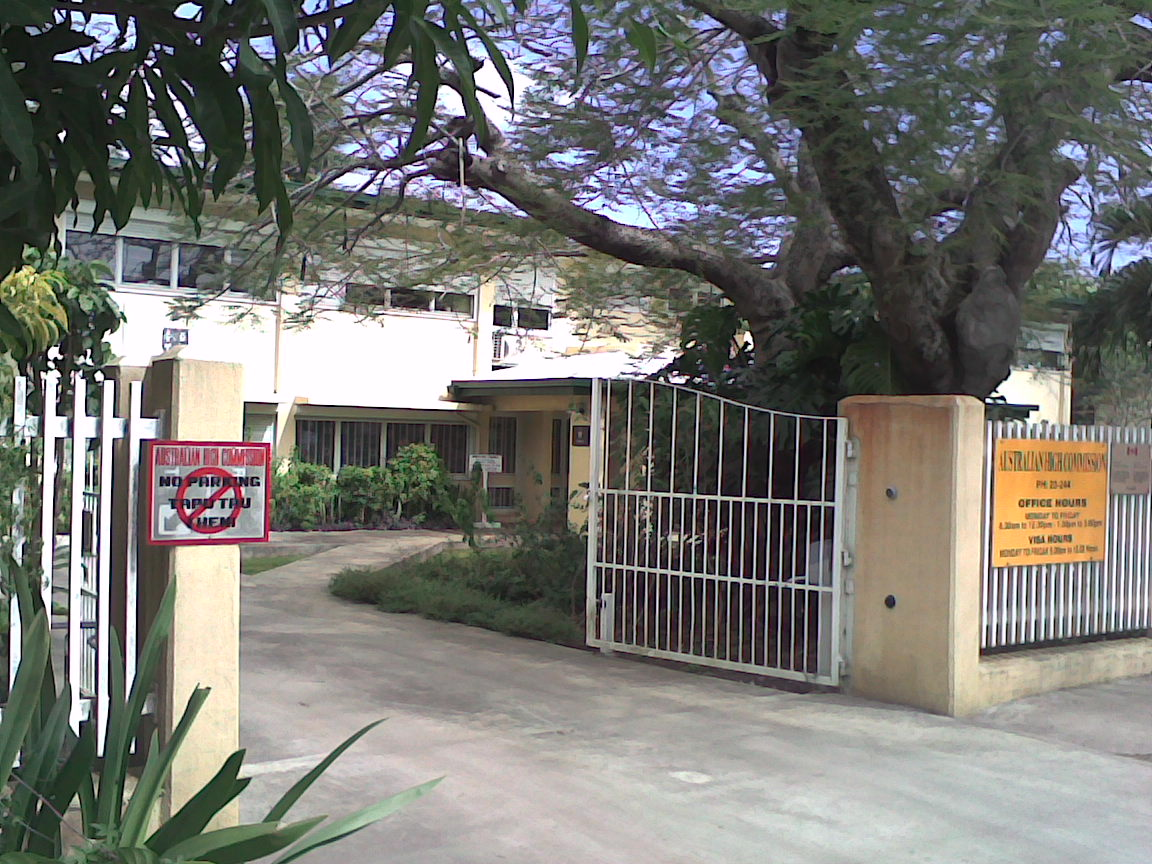
누쿠알로파 주재 오스트레일리아 고등판무관 사무소 전경.

통가 주재 외국공관 목록은 통가에 상주하고 있는 외국 공관을 나열하는 목록이다. 통가에 상주하고 있는 대사관 및 고등판무관의 수는 4개이며 주로 중화인민공화국, 일본, 뉴질랜드, 오스트레일리아 뿐이다. 나머지 비상주 공관은 캔버라, 웰링턴 등 다른 곳에서 겸임하고 있다.

## 대사관/고등판무관 사무소
누쿠알로파
| - 오스트레일리아 - 중국 - 일본 - 뉴질랜드 |

## 비상주공관
| - 아르헨티나 (웰링턴) - 오스트리아 (캔버라) - 벨기에 (캔버라) - 브라질 (웰링턴) - 캐나다 (웰링턴) - 콜롬비아 (캔버라) - 크로아티아 (캔버라) - 쿠바 (웰링턴) - 키프로스 (캔버라) - 체코 (캔버라) - 덴마크 (캔버라) - 유럽 연합 (수바) - 프랑스 (수바) - 독일 (웰링턴) - 인도 (수바) - 인도네시아 (웰링턴) - 아일랜드 (캔버라) - 이스라엘 (웰링턴) - 이탈리아 (웰링턴) | - 대한민국 (웰링턴) - 레소토 (도쿄 도) - 말레이시아 (수바) - 멕시코 (웰링턴) - 네덜란드 (웰링턴) - 노르웨이 (캔버라) - 루마니아 (캔버라) - 러시아 (웰링턴) - 세르비아 (캔버라) - 슬로바키아 (캔버라) - 스페인 (웰링턴) - 스웨덴 (캔버라) - 스위스 (웰링턴) - 태국 (웰링턴) - 튀르키예 (웰링턴) - 우크라이나 (캔버라) - 영국 (수바) - 미국 (수바) |

## 같이 보기
- 통가의 대외 관계
- 통가의 재외공관 목록